# Glenea humeroinvittata
Glenea humeroinvittata là một loài bọ cánh cứng trong họ Cerambycidae.